# Fuertes Neomedievales
Los Fuertes Neomedievales son un complejo de fortificaciones situados en la zona montañosa que cierra la península de Ceuta en su frontera con Marruecos.

## Historia
Fueron construidos a mediados del siglo XIX cuando, finalizada la guerra de Wad-Ras con Marruecos y sellada la paz con el Tratado de Wad-Ras, se consideró oportuno asegurar la linde fronteriza con una serie de torres de vigilancia que previniesen posibles agresiones procedentes del exterior. De este modo, se levantaron las torres de:  Aranguren, Yebel Ányera, Renegado, muy transformado, Isabel II, Francisco de Asís, Piniés y Mendizábal, además del Fuerte del Príncipe Alfonso.